# دهستان افزر
دهستان افزر نام دهستانی در بخش افزر شهرستان قیر و کارزین، استان فارس در ایران است. براساس سرشماری مرکز آمار ایران در سال ۱۳۹۵، جمعیت آن ۸۱۷۲ نفر (۲۴۱۳ خانوار) بوده‌است.